# Brian Does Hollywood
"Brian Does Hollywood" (em português, "Brian Ataca Hollywood") é o segundo episódio da terceira temporada da série de comédia animada Uma Família da Pesada. Originalmente, foi exibido na Fox dos Estados Unidos em 18 de julho de 2001. Mostra Brian tentando construir uma carreira nos negócios de televisão como escritor ao se mudar para Hollywood. No entanto, descobre rapidamente que isso é muito mais difícil do que pensava, e por úlitimo, resolve o problema ao dirigir filmes pornôs.
O episódio foi escrito por Gary Janetti e dirigido por Gavin Dell. Possui como convidados Gary Cole, Louise DuArt, Olivia Hack, Jenna Jameson, Ron Jeremy e Ray Liotta, juntamente com diversos dubladores de personagens secundários.

## Enredo
O episódio continua onde "A Tênue Linha Branca" parou, introduzindo um falso "Anteriormente em Uma Família da Pesada...", exibindo uma sequência de ações que nunca aconteceram de verdade, sendo que o único fato é a saída de Brian no episódio. Para realizar sua ambição de escrever filmes, Brian se muda para Los Angeles, Califórnia, onde ele fica com seu primo gay, Jasper. Depois de alguns empregos menores, como garçom e lavador de carros, consegue um emprego como diretor, mas primeiramente, não entende que o filme  que irá fazer é adulto. Seu primeiro trabalho é semelhante à Bang the Drum Slowly, "com a exceção de que o tambor é uma mulher."
Enquanto isso, Stewie participa de uma audição do Kids Say the Darndest Things, com o objetivo de fazer hipnose em massa, e a família vai para Los Angeles, planejando visitar Brian ao mesmo tempo. Em Kids Say the Darndest Things, o apresentador Bill Cosby pega o dispositivo de hipnose de Stewie e acaba hipnotizando o garoto. Enquanto está hipnotizado por Cosby, Stewie diz que seu filme "Ghost Dad foi o melhor filme [que havia] visto desde Leonard Part 6", outro filme de Cosby. Também afirma que gosta de pudim.
Brian faz sete filmes, cinco deles são Coloque Mamãe no Trem, A Cabeça Púrpura do Cairo, Você tem Genitália Masculina, Barbeando o Soldado Ryan e Bem-vindo ao Meu Rosto. A família tenta visitar o set de Brian, porém o cão fica preocupado pelo fato de que talvez eles não aprovem seu trabalho, então ordena-os a deixar o local. Pouco tempo depois, fica sabendo que foi nomeado para Melhor Diretor nos Prêmios Woody, a versão do Óscar para filmes adultos. Jasper diz aos Griffins sobre o verdadeiro emprego de Brian. Peter e Lois chegam na cerimônia a tempo de ver o amigo aceitando o prêmio.
No fim do episódio, todos possuem uma lembrança em casa; na sua lembrança, Peter tem Jenna Jameson (amarrada e amordaçada).

## Produção
O episódio foi escrito pelo colaborador regular Gary Janetti, e dirigido por Gavin Dell. Assim como Glen Hill, Dell deixou a série após completar este episódio.
Juntamente com o elenco habitual, o ator Gary Cole a comediante Louise DuArt, a dubladora Olivia Hack, a atriz Jenna Jameson, os atores Ron Jeremy e Ray Liotta participaram do episódio. O dublador de personagens secundários Kevin Michael Richardson e o escritor Danny Smith também fizeram pequenas aparições.

## Personificação de Bill Cosby como fenômeno da internet
Um segmento particular neste episódio mostrando Bill Cosby (dublado por Kevin Michael Richardson), juntamente com impressões de Os Simpsons ("Filhos de um Idiota", por exemplo) se tornou um fenômeno da internet, estando no YouTube e no YTMND.